# Hawkins-guvat
A Hawkins-guvat (Diaphorapteryx hawkinsi) a madarak osztályának darualakúak (Gruiformes) rendjébe, a guvatfélék (Rallidae) családjába tartozó mára kihalt faj. A Diaphorapteryx nem egyetlen képviselője volt.

## Elterjedése
A faj kizárólag az Új-Zélandhoz tartozó, attól 800 kilométerre keletre a Csendes-óceánban található Chatham-szigeteken volt őshonos.

## Tudományos megismerése
A fajt 1892-ben írta le Henry Ogg Forbes skót természettudós csontmaradványok (köztük egy teljesen épen megmaradt csőr) alapján, melyet William Hawkins talált a Chatham-szigeten. A fajt az ő tiszteletére nevezte el. Mivel a madár maradványai eléggé különböztek a többi guvatfélétől, ezért egy külön nemet hoztak létre számára, melynek azóta is egyetlen képviselője.
Forbes felismerte a maradványok alapján, hogy a madár kifejezetten nagy testű faj volt, nagyjából 40 centiméter magas lehetett és becslések alapján súlya elérhette a 2 kilogrammot. További jellemző bélyegei voltak rövid lábai és röpképtelen életmódja. Feltehetően a szigeten honos rovarokkal táplálkozott az erdők talaján.

## Kihalása
Leírása óta feltétezték, hogy a faj 300-450 évvel az európaiak megérkezése előtt kihalt a szigetekről. Úgy gondolták, hogy a szigeteken megtelepülő moriorik népe irtotta ki őket. A legtöbb csontmaradványt moriori konyhahulladékok között találták.
Csak a legutóbbi időkben bukkantak rá levéltári iratok között arra a levélre, melyet Sigvard Dannefaerd ornitológus küldött 1895-ben Lord Rothschildnak és amelyben egy nagy guvatféle madárról ír, mely a Chatham-szigetek erdeiben él. Ezek lapján arra lehet következtetni, hogy a faj egyedei egészen a 19. század végéig életben maradtak.

## Fordítás
- Ez a szócikk részben vagy egészben  a   Hawkins-Ralle című német Wikipédia-szócikk ezen változatának fordításán alapul.  Az eredeti cikk szerkesztőit annak laptörténete sorolja fel. Ez a jelzés csupán a megfogalmazás eredetét és a szerzői jogokat jelzi, nem szolgál a cikkben szereplő információk forrásmegjelöléseként.